# Source de la Géronstère

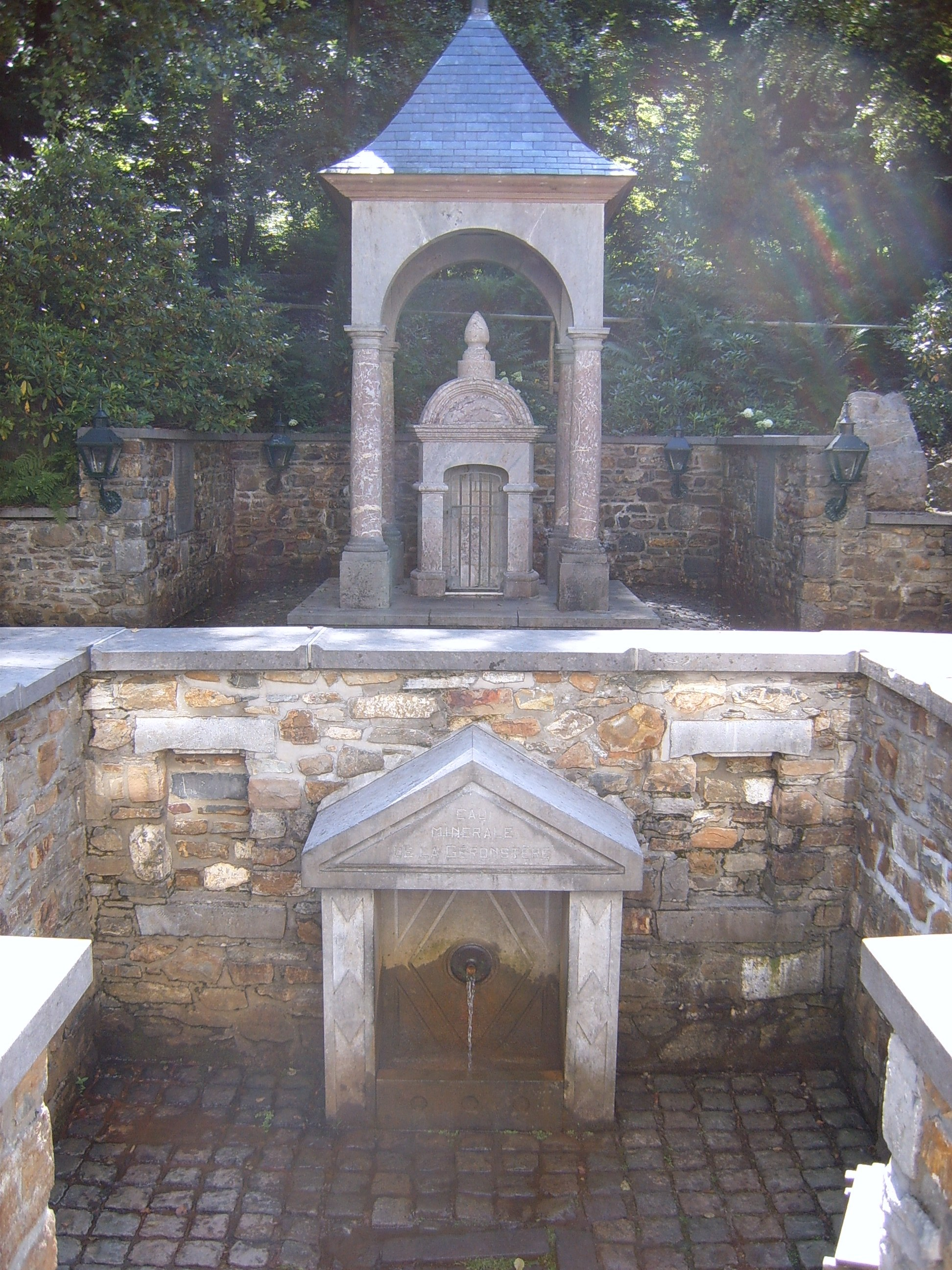
La source de la Géronstère.

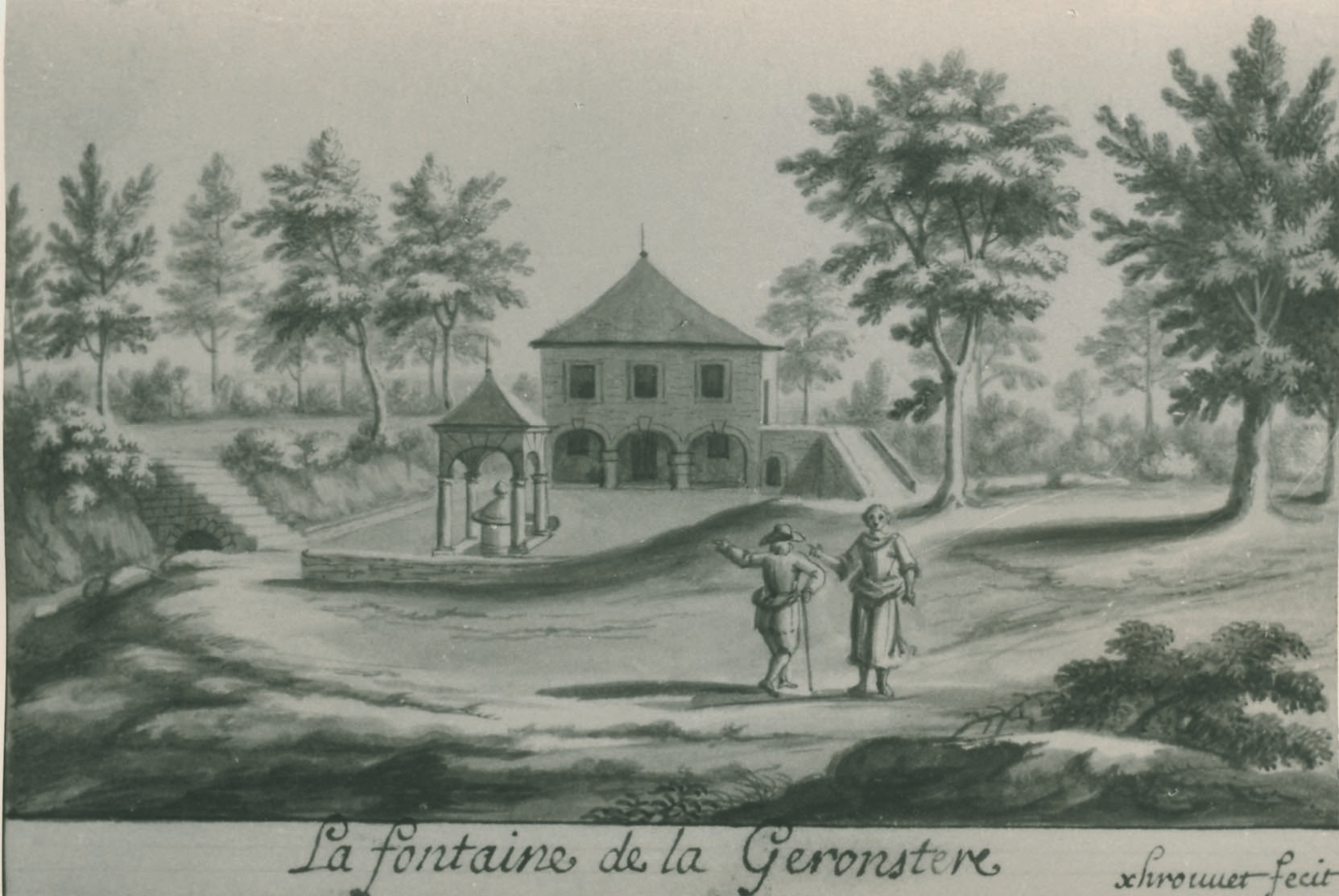
Pouhon de la Géronstère, Joseph Xhrouet, vers 1735.

La source de la Géronstère est l'une des sources les plus connues de la région de Spa (altitude 400 mètres). Il s'agit d'un pouhon, source ferrugineuse et carbo-gazeuse typique de la haute-Ardenne. Ses eaux sont issues du massif de la fagne de Malchamps. Connue pour son fort goût, elle fut aussi connue sous le nom de l'Enragée.

## Histoire
La source est mentionnée dès 1559 par Gilbert Fuchs, dit Limborth, dans son ouvrage sur les Fontaines acides de la forest d'Ardenne. Il faudra attendre 1749 pour qu'une route praticable permette de l'atteindre. La fontaine n'est à cette époque pas aménagée. Une petite habitation y sera construite en 1646. 
En 1651, le comte Conrad von Burgsdorff fit protéger la source par une niche en marbre couverte d'un dôme de pierres de taille soutenu par quatre piliers de marbre rouge et aménagent les alentours. Un bâtiment plus grand est édifié en 1735. Une galerie le reliera à la source. Une glacière est ajoutée en 1832.
En 1890, la ville envisage le captage de la source. En 1893, le bâtiment est détruit dans un incendie. Le petit édifice de marbre est attribué au pouhon Pia.
En 1975, la ville décide d'un réaménagement proche de celui en vigueur au XVIIIe siècle. François Bourotte sera l'architecte de cette réhabilitation.